# Jungermannia appressifolia
Jungermannia appressifolia là một loài rêu tản trong họ Jungermanniaceae. Loài này được Mitt. miêu tả khoa học lần đầu tiên năm 1860.